# 국원대로
국원대로(Gugwon-daero)는 충청북도 충주시 문화동 문화사거리에서 충주시 목행용탄동까지 연결하는 도로이다.

## 주요 경유지
충청북도
- 충주시 (문화동 . 교현동 . 연수동 . 칠금금릉동 . 용탄동)

## 노선
| 이름              | 접속 노선         | 소재지 | 소재지     | 비고 |
| ----------------- | ----------------- | ------ | ---------- | ---- |
| 문화사거리        | 중원대로 중앙로   | 충주시 | 문화동     |      |
| 삼원로터리 교차로 | 탄금대로          | 충주시 | 문화동     |      |
| 대봉교            |                   | 충주시 | 교현동     |      |
| 대봉사거리        | 천변로            | 충주시 | 교현동     |      |
| 대가미사거리      | 봉현로            | 충주시 | 교현동     |      |
| 법원사거리        | 계명대로          | 충주시 | 교현동     |      |
| 임광사거리        | 번영대로          | 충주시 | 연수동     |      |
| 으뜸사거리        | 으뜸로            | 충주시 | 칠금금릉동 |      |
| 금제사거리        | 팽고리산길 연수로 | 충주시 | 칠금금릉동 |      |
| 금릉초사거리      | 금봉대로          | 충주시 | 칠금금릉동 |      |
| (이름없음)        | 충주호수로        | 충주시 | 용탄동     |      |
| 충주호수로와 직결 |                   |        |            |      |

## 주요 건물및 시설
- 충주우체국 (국원대로 20/문화동 544)
- 건국대학교  충주병원 (국원대로 82/교현동 620-1)
- 맥도날드 충주교현DT점 (국원대로 87/교현동 624-1)
- CU 충주건대병원점 (국원대로 92/교현동 622-3)
- 농협 충주시지부 (국원대로 100/교현동 622-1)
- CGV 충주교현 (국원대로 107/교현동 539-1)
- 이디야커피 충주한스타타워점 (국원대로 107/교현동 539-1)
- 새마을금고 교현 새마을금고 예성지점 (국원대로 114/교현동 1118)
- 투썸플레이스 충주점 (국원대로 179/금릉동 864)
- 스타벅스 충주시청 DT점 (국원대로 208-1/금릉동 714)
- 현대자동차 블루핸즈 금릉점 (국원대로 254/금릉동 22)
- SK에너지 스카이셀프 주유소 (국원대로 272/금릉동 12-9)
- 세븐일레븐 충주국원대로점 (국원대로 356/목행동 33-12)
- SK에너지 화령개발 공단주유소 (국원대로 368/목행동 27)
- KG모빌리티 북충주서비스 프라자 (국원대로 405/목행동 66)
- 신협 삼화전기신협 충주지점 (국원대로 524/목행동 240-4)
- 한국폴리택대학교 충주캠퍼스 (국원대로 548/목행동 241)